# Bagrat IV. Gruzijski
Bagrat IV. Gruzijski (gruz.ბაგრატ IV; 1018. – 1072.), iz dinastije Bagration, bio je kralj Gruzije od 1027. do 1072. godine. Sin je kralja Đure I. Tijekom svoje duge i burne vladavine, nastojao je potisnuti visoko plemstvo i osigurati gruzijsku neovisnost od Bizanta i Seldžuka. U nizu sukoba, uspio je poraziti neke moćne vazale i staviti pod svoju kontrolu brojne feudalne enklave, a kraljeve Lorija i Kahetije, te emira Tbilisija podvrgnuo vazalstvu. Kao i mnogi drugi srednjovjekovni kavkaški vladari, nosio je nekoliko bizantskih naslova, poput Nobilissimus, Kouropalates i Sebastos.

## Život
Devetogodišnji Bagrat, u početku je bio suvladar sa svojom majkom Miriam Atrsruni, kćeri armenskog kralja, koja je pokrenula politiku pomirbe s Bizantom. Godine 1029. gruzijski katolikos Melkisedek I., prvo je posjetio Carigrad, a zatim i gruzijskog regenta. Dogovoreno je vjenčanje između Bagrata i carske nećakinje Elene. Godine 1032., mladenka je dovedena u Kutaisi, ali njenom ranom smrću okončano je zbližavanje Gruzije i Bizanta. Dodatni negativni doprinos tomu učinio je Bagratov polubrat Dmitar Giorgišvili, koji je Bizantijcima predao tvrđavu Anakopiju, te pobjegao u Carigrad. Bagrat je, stoga, još više ignorirao bizantske bračne projekte, pa je za ženu uzeo osetsku princezu Borenu.
Nakon 1034. godine, Bagrat je sa svojim plemićima provodio ekspanzionističku politiku. Prvo je poražen emirat Gäncä, a nekoliko godina poslije i Tbiliski emirat. Velik doprinos tomu dao je Liparit Orbeliani, jedan od moćnijih Bagratovih feudalaca. U strahu da Liparit ne postane premoćan, Bagrat i Džafar, emir Tbilisija, sklopili su mir. To je dovelo do velikog neprijateljstva između Bagrata i Liparita, koje je potrajalo dvadeset godina, a rezultiralo je slabljenjem kraljevstva prije invazije Seldžuka. Da stvar bude gora, Bizantijci su pretendirali na gruzijska i armenska područja. Godine 1045., u njigove ruke pao je armenski grad Ani, jedan od najvećih srednjovjekovnih gradova, s preko 100.000 stanovnika. Ali bizantska vlast u Aniju završila je nakon svega tri godine, okupacijom Seldžuka. 
Bagrat je 1054./57. boravio u Carigradu kako bi s Bizantom sklopio savez protiv Seldžuka. Liparit je to iskoristio, pa je okrunio Bagratovog maloljetnog sina, Đuru za kralja, uz suglasnost kraljice majke, kao vladarice Gruzije. Bagrat je ponovno uspio zaposjeo Ani, ali opet nakratko, jer je 1064. godine zauzet od Seldžuka. Oni su uspjeli poraziti bizantskog cara Romana IV. u bitci kod Manzikerta, pa im je tim put do Gruzije bio sasvim otvoren. Bagrat je umro sljedeće godine, 24. studenog 1072. i pokopan je u samostanu Čkondidi. Sizerenstvo nad nemirnim kraljevstvom prešlo je na njegovog sina Đuru II